# استرناتیا
استرناتیا (به ایتالیایی: Sternatia) یک کومونه در ایتالیا است که در استان لچه واقع شده‌است.

## خصوصیات
استرناتیا ۱۶ کیلومتر مربع مساحت و ۲٬۴۹۶ نفر جمعیت دارد و ۷۳ متر بالاتر از سطح دریا واقع شده‌است.